# آرنولد مری
آرنولد مری (انگلیسی: Arnold Meri; ۱ ژوئیهٔ ۱۹۱۹ – ۲۷ مارس ۲۰۰۹) کهنه سرباز جنگ جهانی دوم اتحاد جماهیر شوروی و اولین قهرمان اتحاد شوروی استونیایی بود. وی پس از استقلال استونی، بعداً به دلیل نقشش در تبعید استونیایی‌ها به مناطق نامناسب شوروی متهم به نسل‌کشی شد. او پسر عموی لنارت مری رئیس‌جمهور استونی بود. در زمان مرگ، مری رئیس افتخاری کمیته ضد فاشیست استونی بود.